# Shayu
Shayu (kinesiska: 沙鱼) är en köping i sydvästra Kina. Den ligger i stadsdistriktet Hechuan i storstadsområdet Chongqing, omkring 78 kilometer norr om det centrala stadsdistriktet Yuzhong. Antalet invånare är 10 117. Befolkningen består av 5 004 kvinnor och 5 113 män. Barn under 15 år utgör 20,0 %, vuxna 15-64 år 62 %, och äldre över 65 år 16,0 %.